# ウィリアム・デュアン (政治家)

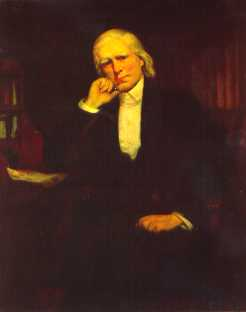
ウィリアム・デュアンの肖像画

ウィリアム・ジョン・デュアン（ドウェイン、William John Duane [dweɪn], 1780年5月9日 - 1865年9月27日）は、アメリカ合衆国の政治家、弁護士。1833年にアンドリュー・ジャクソン大統領の下で第11代アメリカ合衆国財務長官を務めた。

## 生涯

### 青年時代
1780年、デュアンはアイルランドのクロンメルで誕生した。1796年に家族とともにアメリカ合衆国のフィラデルフィアに移住し、同市内の新聞社トゥルー・ビリーヴァーに植字工として就職した。1798年、父が新聞社オーロラの編集長に就任したことから、デュアンも同社に移り、1806年まで植字工を務めた。この間、デュアンは政治論争に関するトピックを扱い、政治家の関心を深めていった。

### 州議会議員時代
1809年、デュアンは共和党からペンシルベニア州下院議員に立候補し、当選を果たした。しかしながら翌1810年の選挙では再選に失敗した。1812年、デュアンは新聞出版業を離れ、法律の勉強を始めた。そして同年のペンシルベニア州下院議員選挙で再び勝利を収め、州議会に復帰した。
1815年、デュアンは弁護士としての認可を受け、弁護士業を開業した。また同年には連邦議会の下院議員選挙に出馬した。しかしながらデュアンはその選挙で敗北を喫し、州議会の議席も同時に失うことになった。デュアンは1817年に州下院議員への復帰を試みたが、これも失敗に終わった。その後、1819年の州下院議員選挙でようやく復帰に成功した。また1820年、デュアンはフィラデルフィア市長裁判所の検察官に就任した。
1828年、デュアンはフィラデルフィア民主党連絡委員会に参加し、翌1829年にはフィラデルフィア特別評議会にも加わった。また同年、デュアンは連邦政府のデンマーク局長に就任した。

### 財務長官時代
1933年、デュアンはアンドリュー・ジャクソン大統領から第11代アメリカ合衆国財務長官に指名された。当時の連邦政府では第二合衆国銀行の存続を巡る論争が起こっており、デュアンの財務長官への就任は、国立銀行に対して強い関心を持っていない人間で身辺を固めておきたいというジャクソン大統領の意向によるものであった。
財務長官に就任したデュアンは、第二合衆国銀行の権威が弱体化しているという点では大統領と意見が一致したが、連邦政府の資金を州法銀行へ預けなおしたいという大統領の考えには疑問を抱いた。州法銀行への資金移動に関する大統領との不一致は、まさに前任の財務長官ルイス・マクレーンが更迭された理由と全く同じものであり、デュアンもまた大統領の国立銀行政策に反対の意思を示した。そしてデュアンは国立銀行に関する政策について、議会の同意なしにはいかなる対応も行わないと表明し、政府の資金をむやみに動かせば、多くの国民が混乱に陥るだろうと主張した。その結果、ジャクソン大統領はデュアンを就任からわずか3ヶ月で財務長官から解任することになった。
財務長官退任後、デュアンは弁護士業を再開した。そして1865年、デュアンは85歳で死去した。